# 65 Andromedae
Désignations
65 Andromedae (en abrégé 65 And) est une étoile géante de la constellation boréale d'Andromède. Elle est visible à l’œil nu avec une magnitude apparente de 4,71.

## Environnement stellaire
65 Andromedae possède une parallaxe annuelle de 7,46 ± 0,23 mas mesurée par le satellite Gaia, ce qui permet d'en déduire que l'étoile est distante d'environ ∼ 440 a.l. (∼ 135 pc) de la Terre. À cette distante, sa magnitude est diminuée de 0,16 en raison de l'extinction créée par la poussière cosmique présente sur le trajet de sa lumière. L'étoile se rapproche du Système solaire à une vitesse radiale héliocentrique de −5 km/s.
65 Andromedae possède deux compagnon de treizième et onzième magnitude recensés dans les catalogues d'étoiles doubles et multiples. Ce sont des compagnons purement optiques.

## Propriétés
65 Andromedae est une étoile géante rouge de type spectral K4,5 III âgée d'environ trois milliards d'années. Elle est légèrement appauvrie en fer et sa métallicité est équivalente à 62 % celle du Soleil.
L'étoile est 1,6 fois plus massive que le Soleil. Lorsqu'elle est devenue une géante, son rayon s'est largement étendu et il est actuellement près de 51 fois plus grand que le rayon solaire. La luminosité de l'étoile est 372 fois supérieure à celle du Soleil et sa température de surface est de 3 927 K.